# Бой за Быстрик
Бой за Быстрик (пол. Bitwa pod Bystrzykiem) — бой в районе села Быстрик между частями 11-й кавалерийской дивизией 1-й Конной армии и ротой польских войск. Произошло 31 мая 1920 года в ходе Киевской операции РККА советско-польской войны.

## Ход боя
26 мая 1920 года началось наступление Красной Армии. 31 мая 11-я кавалерийская дивизия, ведя демонстративный бой с фронта против местечка Дзионькова одной бригадой, двумя бригадами обошла его с севера, направляясь на село Быстрик с целью занять это укреплённое село, обороняемое ротой польского 50-го пехотного полка. В результате непродолжительного боя все 75 солдат, защитников села, были убиты, в том числе военнопленные и раненые.
Узнав о бое, командир 13-й пехотной дивизии генерал Ф. Паулик немедленно отправил на помощь оборонявшимся 40-й пехотный полк, находившийся в резерве, однако к моменту его подхода исход боя был уже предрешён, и оказать поддержку оказалось невозможным, в том числе в силу отсутствия должного числа пушек. Таким образом попытка контратаки потерпела поражение.

## Контрнаступление
Командующий 6-й армии генерал Вацлав Ивашкевич-Рудошанский отдал приказ о сформировании из всех находившихся в резерве частей группы войск, предназначавшейся для проведения контрнаступления, командиром которой был назначен Ежи Сава-Савицкий. В состав группы войск вошли 2 полка 3-й кавалерийской бригады, 2 пехотных батальона 19-го пехотного полка и 2 батареи полевой артиллерии. 
В ночь на 1 июня начался наступательный контрманевр польских войск против прорвавшихся советских 11-й и 4-й кавалерийских дивизий. Поляки застали военнослужащих 11-й кавалерийской дивизии, квартировавшей в селе Старостинцы, врасплох. В 1 час ночи Савицкий занял Старостинцы и Гайчицы, где были отрезаны 62-й кавполк, два эскадрона 65-го кавполка и одна конная батарея. Впоследствии они пробились к своей дивизии, потеряв конную батарею. 
После потери сел Старостинцы и Гайчицы 11-я кавдивизия пыталась еще несколько раз атаковать местечко Погребище, причем ей даже удалось занять станцию Рось, но эти атаки не увенчались конечным успехом, и дивизия, взорвав два железнодорожных моста в районе станции Рось, отошла на ночлег в район Борщаговка — Збаражевка — Долотецкое. К концу дня части польской 13-й польской дивизии почти полностью восстановили линию своего прежнего фронта. 